# Ignacy Płonka
Ignacy Płonka (ur. 21 listopada 1904 w Jasienicy Rosielnej, zm. 16 października 2000 w Londynie), polski instruktor harcerski.
Ukończył studia na Wydziale Humanistycznym Uniwersytetu Jana Kazimierza we Lwowie. Przed II wojną światową jako nauczyciel polonista. Uczestnik walk kampanii wrześniowej, po wojnie znalazł się w Anglii. Pracował nadal w szkolnictwie.
W pracy harcerskiej doszedł do stopnia harcmistrza. Wchodził w skład Naczelnictwa Związku Harcerstwa Polskiego poza granicami Kraju. Redagował pisma harcerskie "Na Tropie" (1953-1991, do 1956 pod tytułem "Bądź Gotów") i "Wytrwamy".
12 kwietnia 1978 został odznaczony przez prezydenta RP na uchodźstwie Krzyżem Kawalerskim Orderu Odrodzenia Polski.